# Köttets lustar
Köttets lustar (spansk originaltitel: Carne trémula) är en spansk film från 1997 av regissören Pedro Almodóvar med skådespelare som Javier Bardem och Francesca Neri. Filmen är löst baserad på boken Dödsryckning av Ruth Rendell.

## Handling
Filmen börjar i Madrid 1970, under en tid då Franco var ledare i Spanien. I inledningen får man träffa den prostituerade kvinnan Isabel Plaza Caballero (Penélope Cruz) som föder en son, Victor, i en kommunal buss. 
Tjugo år senare har Victor (Liberto Rabal) en träff med Elena (Francesca Neri), narkotikamissbrukande dotter till en diplomat och som han hade haft sex med veckan innan. Elena, som inte vill träffa Victor, ber honom att gå och hotar till slut honom med en pistol. Det leder till att polisen kommer dit, och efter tumult åker Victor i fängelse. 
När han kommer ur ut fängelset ett par år senare har hans mamma dött, och han måste försöka ordna upp sitt liv.